# Pacificana
Pacificana is een monotypisch geslacht van spinnen uit de  familie van de Miturgidae (spoorspinnen).

## Soort
- Pacificana cockayni Hogg, 1904